# Tom Desmet
Tom Desmet (Kortrijk, 29 november 1969) is een Belgisch voormalig wielrenner. Hij is de zoon van oud-renner Armand Desmet. Desmet had een lange carrière, maar reed voornamelijk voor ploegen van de tweede garnituur.

## Palmares
1991
- 3e - Paris-Bourges

1992
- 3e - Omloop van het Meetjesland

1993
- 3e - Kustpijl

1998
- 3e - GP Fayt-le-Franc

1999
- winnaar GP Wanzele (kermiskoers)
- 10e - Kuurne-Brussel-Kuurne
- 11e - Omloop van de Mandel-Leie-Schelde (dernykoers)

2000
- 3e - GP Memorial Rudy Dhaenens

2001
- winnaar van de Prueba Challenge Costa Brava, Lloret de Mar
- winnaar  GP Raf Jonckheere

## Resultaten in voornaamste wedstrijden
| Jaar | Gent-Wevelgem | Ronde van Vlaanderen | Parijs-Roubaix | Ronde van Lombardije | Parijs-Brussel | Dwars door Vlaanderen |
| ---- | ------------- | -------------------- | -------------- | -------------------- | -------------- | --------------------- |
| 1991 |               |                      |                | 96e                  |                |                       |
| 1992 |               |                      |                |                      | 104e           |                       |
| 1993 |               | 85e                  | 61e            |                      |                |                       |
| 1994 |               | 97e                  |                |                      |                |                       |
| 1995 |               |                      |                |                      | 19e            |                       |
| 1996 | 18e           | 74e                  |                |                      |                |                       |
| 1997 | 25e           | 86e                  |                |                      |                |                       |
| 1998 | 136e          |                      |                |                      | 12e            | 6e                    |
| 1999 |               |                      |                |                      |                | 23e                   |
| 2000 |               |                      |                |                      |                | 42e                   |
| 2001 | 46e           |                      |                |                      |                | 18e                   |
| 2002 |               |                      |                |                      |                | 34e                   |